# 大神神社
大神神社（おおみわじんじゃ）は、奈良県桜井市三輪にある神社。式内社（名神大社）、大和国一宮、二十二社（中七社）。旧社格は官幣大社で、現在は神社本庁の別表神社。
旧来は美和乃御諸宮、大神大物主神社と呼ばれた。中世以降は三輪明神と呼ばれ、両部神道の一つ三輪神道の本拠地であった。明治時代になり「大神神社」と改名された。
三輪山を神体山とする。

## 概要
大神神社は纒向・磐余一帯に勢力を持った出雲ノ神の一族が崇敬し、磐座祭祀が営まれたとされる日本でも古い神社の一つで、神奈備信仰様式をとった神聖な信仰の場であったと考えられる。大穴持命が国譲りの時に、己の和魂を八咫鏡に取り付けて、倭ノ大物主櫛甕玉命と名を称えて大御和の神奈備に鎮座した。これが三輪神社の創始である（『出雲国造神賀詞』）。
全国各地に大神神社・神神社（三輪神社、美和神社）が分祀されており、既に『延喜式神名帳』（『延喜式』巻9・10の神名式）にも記述がある。その分布は、山陽道に沿って播磨（美作）・備前・備中・周防に多い。

### 祭祀
大神神社は三輪山（三諸山）を神体山として直接、拝するようになっているため本殿をもたず、山中には上から奥津磐座（おきついわくら）・中津磐座（なかついわくら）・辺津磐座（へついわくら）の3つの磐座がある。大神神社は拝殿から三輪山自体を神体として仰ぎ見る古神道（原始神道）の形態を残している。
寛文4年（1664年）、4代将軍徳川家綱によって再建された拝殿（国の重要文化財）は棟札によると高宮範房神主の代のときに金屋の茂左衛門と手代福本又次郎を番匠棟梁とし造営されたもので、それ以前は三ツ鳥居とそれに続く瑞垣が巡るに過ぎなかった。拝殿奥にある重要文化財に指定された三ツ鳥居（三輪鳥居）は営造物の中において中枢の地位を占め、明神鳥居の形式の両脇に、脇鳥居が接続し、本柱の他、脇柱が2本、合計4本の柱があり、特異な形式のものである。
三ツ鳥居から辺津磐座までが禁足地で、麓の山ノ神祭祀遺跡などからは、古墳時代中期以降の布留式土器や須恵器・子持勾玉・茶臼玉（竹玉）など古墳時代から奈良時代のものが出土した。
三輪山祭祀は、三輪山の山中や山麓にとどまらず、初瀬川と巻向川にはさまれた地域（水垣郷）でも三輪山を望拝して行われた。

### 杉玉
例年11月14日に行われる醸造安全祈願祭（酒まつり）で拝殿と祈祷殿に新たな杉玉（酒林）が吊るされる。これが各地の造り酒屋へと伝わった。

### 伊勢神宮との関係
大神神社の摂社の檜原神社（#本社近辺参照）は倭姫命が天照大神を磯堅城の神籬を立てて磯城の厳橿の本にはじめて宮中の外に祀った「倭笠縫邑」の地であると伝えられ、元伊勢の始まりの地となっている（『日本書紀』垂仁天皇段）。

## 祭神

### 主祭神
- 大物主大神 （おおものぬしのおおかみ、倭大物主櫛甕玉命）

大己貴神の和魂である大物主神は蛇神であると考えられ、水神または雷神としての性格を合わせ持ち、稲作豊穣、疫病除け、醸造などの神として特段篤い信仰を集めている。また日本の守護神、氏族神（三輪氏の祖神）である一方で祟りなす強力な神ともされている。

### 配祀神
- 大己貴神 （おおなむちのかみ）
- 少彦名神 （すくなひこなのかみ）

### 三輪山伝説
主祭神の大物主神に関係する伝説として、大神神社の付近にある箸墓にかかわる伝説が知られる。以下に概略を述べる。詳細は「箸墓古墳#名の由来」を参照。
倭迹迹日百襲媛命は聡明で未来を予言することができた。崇神天皇の命により北陸道を平定しようと出発した将軍の大彦命が道中で不思議な童歌を詠う少女に出会った。大彦命はただちに引き返して天皇に報告した。これを聞いた倭迹迹日百襲媛命は武埴安彦命と吾田媛の反逆を予言した。武埴安彦命らによる反乱は大彦命・彦国葺命らによって討伐された。
その後月日は流れ、倭迹迹日百襲媛命は大物主神の妻になった。しかしこの神はいつも夜にしか姫のところへやって来ず姿を見ることができなかった。百襲姫は夫にお姿を見たいので朝までいてほしいと頼んだ。翌朝明るくなって見たものは夫の美しい蛇の姿であった。百襲姫が驚き叫んだため大物主神は恥じて三輪山に帰ってしまった。百襲姫はこれを後悔して泣き崩れた拍子に、箸が陰部を突き絶命してしまった（もしくは、箸で陰部を突き命を絶った）。百襲姫は大市に葬られた。時の人はこの墓を箸墓と呼んだという。

## 歴史

### 創建
記紀によれば、大国主神（大己貴神）は少彦名神とともに国造りをしていたが、国造りなかばにして少彦名神は常世に去ってしまった。大国主神が「この後どうやって一人で国造りをすれば良いのだ」と言うと、一柱の神が海原を照らして出現し「私を大和国の東の山の上に祀れば国作りに協力する」と言った。この神が御諸山（三輪山）に鎮座している大物主神であるという。この神を祀ったのが、現在の大神神社と思われる。なお日本書紀では大国主の幸魂奇魂（和魂）と明記しているが、古事記では同一の神ではないかの如く記述している。

### 祭祀
崇神天皇5年から疫病が流行り民が死亡し、同6年には、百姓流離し国に叛くものがあった。天皇はこれを憂慮し、祭祀によって事態を解決しようとした。同7年2月、倭迹迹日百襲媛命に憑依して、大物主神を祀れば平らぐと神懸りし、その後、天皇に大物主神が夢懸りして現れ、その神託に従って同7年11月に物部氏の祖伊香色雄に命じ、大田田根子を河内国茅渟県陶邑（のちの東陶器村）に探し出して祭祀主とし、大物主神を祀らせた。その結果、国内が鎮まり、五穀豊穣して百姓が賑わった（『日本書紀』）。
なお、この大田田根子が神の子であることを知った理由として古事記では、母の活玉依毘売が処女で妊娠したことにその両親が怪しんで、赤土を床の周りにまきちらし麻糸を針につらぬいて、ひそかに通ってくるという立派な男の着物に刺すように教えたところ、朝になるとその麻糸は三輪だけを残して鉤穴を抜けており、それをたどっていくと三輪山の神の社にとどまっていた、という＜処女懐胎伝説＞を紹介している。
三輪山から出土する須恵器の大半は大阪府堺市の泉北丘陵にある陶邑古窯址群で焼かれたとされており、このことは大田田根子が陶邑から見いだされたという伝承と一致する。
大田田根子の子孫はのちに三輪氏はのちに高宮氏・大三輪氏（姓は朝臣）となった。

### 古代
国史には奉幣や神階の昇進など当社に関する記事が多数あり、朝廷から厚く信仰されていたことがわかる。貞観元年（859年）2月、神階は最高位の正一位に達した。また、『延喜式神名帳』には「大和国城上郡 大神大物主神社 名神大 月次相嘗新嘗」と記載され、名神大社に列している。さらに、二十二社のうちの中七社に列せられている。

### 中世以降
中世以降、神仏習合の色濃く、三輪明神として篤く信仰された。室町時代に創作された作者不詳（一説に金春禅竹ともいう）の謡曲、「三輪」ではキリ（終りの部分）の詞章に「思えば伊勢と三輪の神、一体分身の御事。いわくら（磐座・言はくら）や」の言葉（天岩戸の事）がある。
1871年 (明治4年) には近代社格制度において官幣大社に列された。
当社には、聖徳太子の開基だという2つの神宮寺、平等寺と大御輪寺の他、大御輪寺の配下にある尼寺・浄願寺、という3つの寺院があったが、明治時代に行われた廃仏毀釈によって三寺全てが廃寺となり、大御輪寺の本尊であった十一面観音像（国宝）は聖林寺に移管されている。その後、1977年（昭和52年）に平等寺は曹洞宗の寺院として再興されている。
神社名も神仏分離令により三輪明神から「大神神社」と改名された。この際「神」を「ミワ・ミハ」と訓ませた。境内には新たに大神教会（三輪教会）も設立され現在も信仰されている。
1967年（昭和42年）に神社本庁の別表神社に加列されている。

### 現代
上皇明仁が皇太子時代（1970年〈昭和45年〉と〈2014年平成26年〉）に2回参拝している。平成の参拝の折、美智子皇后は毎年4月18日に催される「鎮花祭（はなしずめのまつり）」に心引かれたという。
大和七福八宝めぐり（三輪明神、長谷寺、信貴山朝護孫子寺、當麻寺中之坊、安倍文殊院、おふさ観音、談山神社、久米寺）の1つに数えられている。

### 神階
六国史における神階奉叙の記録。いずれも神名は「大神大物主神」と記される。
- 嘉祥3年（850年）10月7日、正三位 （『日本文徳天皇実録』）
- 仁寿2年（852年）12月14日、従二位 （『日本文徳天皇実録』）
- 貞観元年（859年）1月27日、従二位勲二等から従一位勲二等 （『日本三代実録』）
- 貞観元年（859年）2月、正一位勲二等 （『日本三代実録』）

## 境内
- 三ツ鳥居（みつとりい） - 別名：三輪鳥居。1883年（明治16年）再建。
- 拝殿（重要文化財） - 寛文4年（1664年）に徳川家綱によって再建。
- 勅使殿（奈良県指定有形文化財） - 安永8年（1779年）造営。
- 勤番所（奈良県指定有形文化財） - 安永8年（1779年）造営。
- 社務所
- 祈祷殿 - 祈祷や結婚式などを慣行。
- 参集殿 - 同上。
- 儀式殿 - 同上。
- 宝物収蔵庫
- 自動車お祓い所
- 大鳥居 - 1986年（昭和61年）5月28日に建立。昭和天皇御在位60年を奉祝して建てられた。高さ32.2メートル、柱間23メートルの日本一の大鳥居。材質は耐候性鋼板。

## 摂社

### 本社近辺
拝殿の半径200mより内側。
- 活日神社（いくひじんじゃ、北緯34度31分45.72秒 東経135度51分10.29秒）
  - 祭神：高橋活日命
  - 崇神天皇の時代に大神神社の掌酒を務めた名人を祀る。記録に残る日本最初の杜氏であり、酒の神として知られる。
- 磐座神社（いわくらじんじゃ、北緯34度31分49.22秒 東経135度51分11.27秒）
  - 祭神：少彦名神
  - 三輪山周辺に点在する辺津磐座(神が鎮まる岩)の中心である。
- 神坐日向神社（みわにますひむかいじんじゃ、北緯34度31分37.08秒 東経135度51分10.28秒）
  - 祭神：櫛御方命・飯肩巣見命・建甕槌命
  - 式内社「神坐日向神社」。

### 本社周囲
拝殿の半径200mより外側。
- 狭井神社（さいじんじゃ、北緯34度31分51.51秒 東経135度51分14.53秒）
  - 祭神：大神荒魂神
  - 式内社「狭井坐大神荒魂神社五座」。病気平癒の神社。御神体である三輪山への登拝口が境内にある。但し、三輪山は御神体であり山そのものが神域であるため、軽率な気持ちで入山することは出来ない。（明治に渡るまで「神域」として一般の入山禁止であった。）登拝料を払い受付より渡されるたすきを首にかけるなどの厳守すべき規則があり、それを了承した上で登拝することが義務づけられている。なお、入山中は撮影・飲食は禁止である。
- 大直禰子神社（おおたたねこじんじゃ、北緯34度31分49.78秒 東経135度51分01.21秒、重要文化財）
  - 別名：若宮社（わかみやしゃ）
  - 祭神：大直禰子・少彦名命・活玉依姫命
  - 三輪明神の神宮寺の一つである大輪寺（おおみわでら）として創建された。鎌倉時代に叡尊が本堂の修復に携わり、それを機に寺名を大御輪寺（だいごりんじ）に改めた。神仏分離と廃仏毀釈によって廃寺とされ、本尊であった現在国宝となっている十一面観音菩薩立像を慶応4年（1868年）5月に現・桜井市の聖林寺に移している[7][8]。同年、昔から十一面観音と共に祀られていた大直禰子を祭神とする若宮社となった。次いで、1877年（明治10年）に大直禰子神社となった。かつての本堂である社殿は入母屋造本瓦葺きの仏堂形式で、数回にわたって大規模改修された末に室町時代に現在の形態になり、内陣の部材には奈良時代のものが含まれることが近年の解体修理に伴う部材調査で判明している[9]。不要となった客殿が安倍文殊院に移築され、現在は奈良県指定有形文化財の本坊になっている。
- 神御前神社（かみのごぜんじんじゃ、北緯34度32分01.03秒 東経135度50分50.97秒）
  - 祭神：倭迹迹日百襲姫命
- 綱越神社（つなこしじんじゃ、北緯34度31分40.61秒 東経135度50分35.81秒）
  - 祭神：祓戸大神
  - 式内社「綱越神社」。
- 檜原神社（ひばらじんじゃ、北緯34度32分18.24秒 東経135度51分16.98秒）
  - 祭神：天照大神若御魂神・伊弉諾尊・伊弉册尊
  - 式内社「巻向坐若御魂神社」。初代元伊勢とされており、崇神天皇の時代、初めて皇祖神（天照大神）を皇宮の外で祀ったのがこの地といわれる。「檜原」は「日原」が変化したもので、江戸時代までは「日原神社」などと表記される場合があった。大神神社にはある拝殿すらなく、三ツ鳥居を通して直接三輪山を拝む(ご神体は山中の磐座である)。嘉禄2年（1226年）の「大三輪鎮座次第」に記載されている社伝に、大神神社について「当社（大神神社）古来宝倉無く、唯三箇鳥居有るのみ。奥津磐座は大物主大神、中津磐座は大己貴神、辺津磐座は少彦名神」とあることから、檜原神社には太古の大神神社の姿が遺されているといえる。なお境内には崇神天皇の皇女で天照大神の祭祀を司った豊鍬入姫命も祀られている。
- 高宮神社（こうのみやじんじゃ、北緯34度32分06.58秒 東経135度52分01.92秒）
  - 祭神：日向御子神
  - 三輪山上に鎮座する。
- 玉列神社（たまつらじんじゃ、北緯34度31分14.64秒 東経135度52分00.01秒）
  - 祭神：玉列王子神・天照大御神・春日大神
  - 式内社「玉列神社」。椿の木が多く、毎年3月に「椿まつり」が催される。

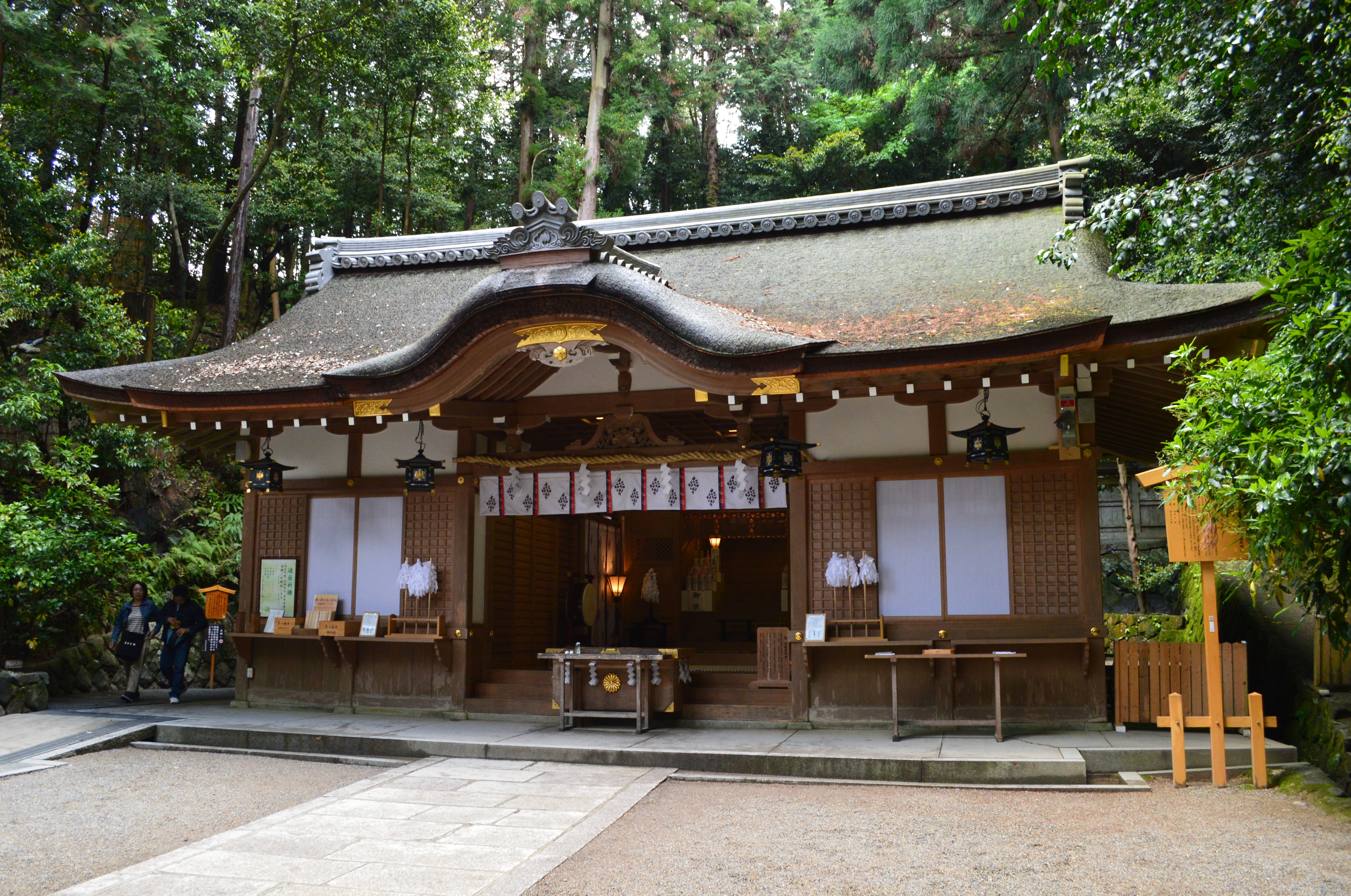
狭井神社
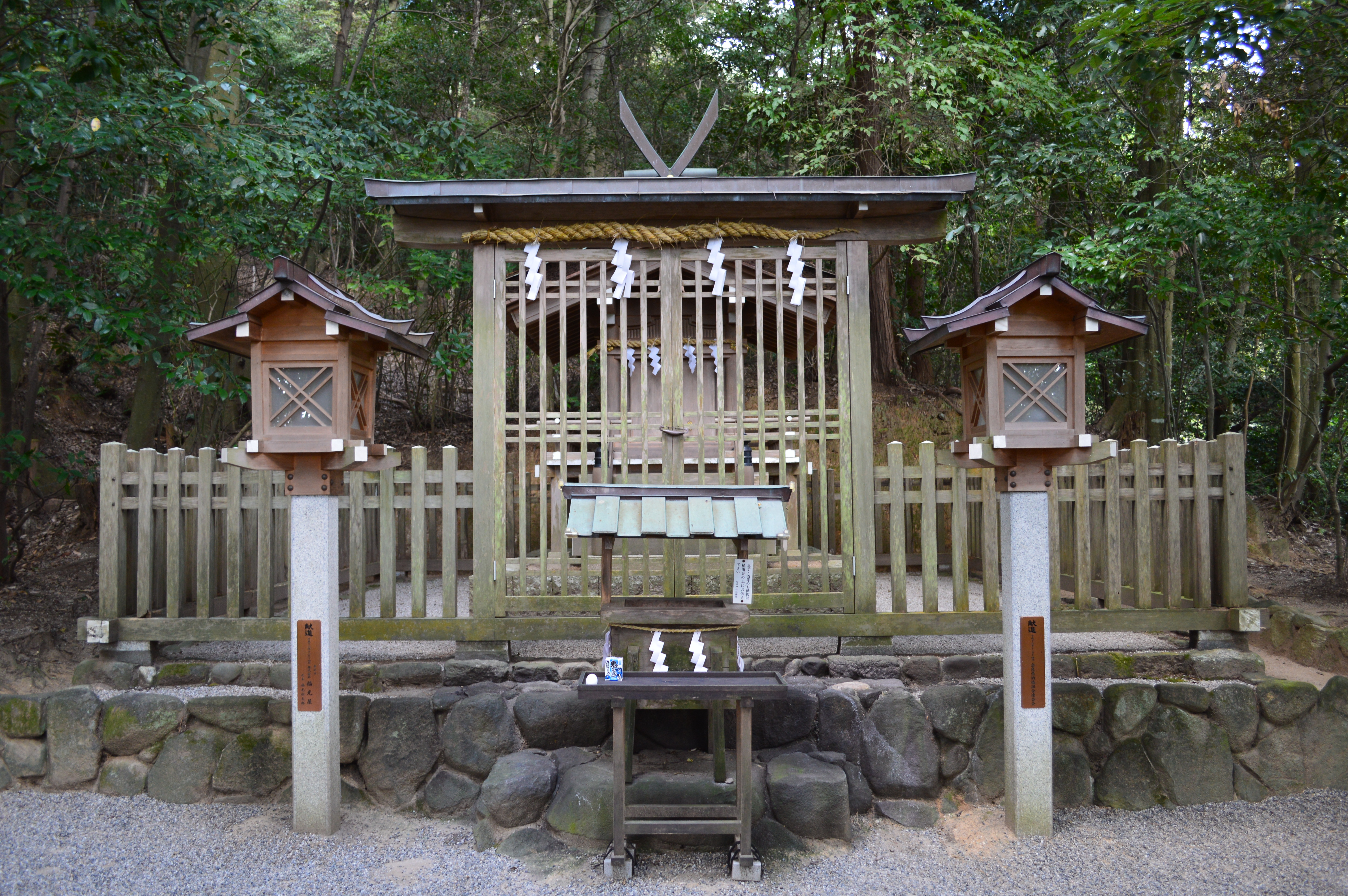
活日神社
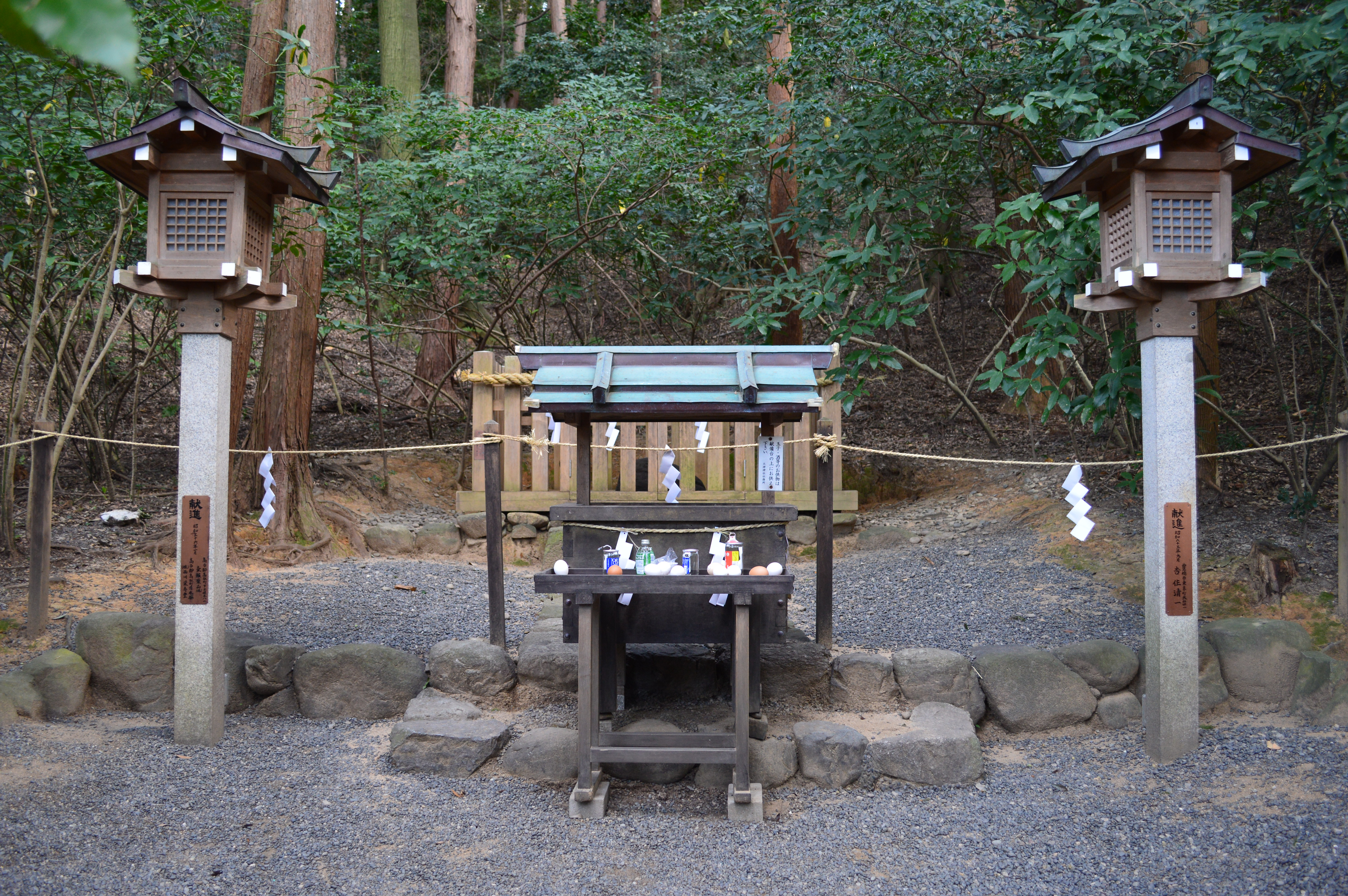
磐座神社

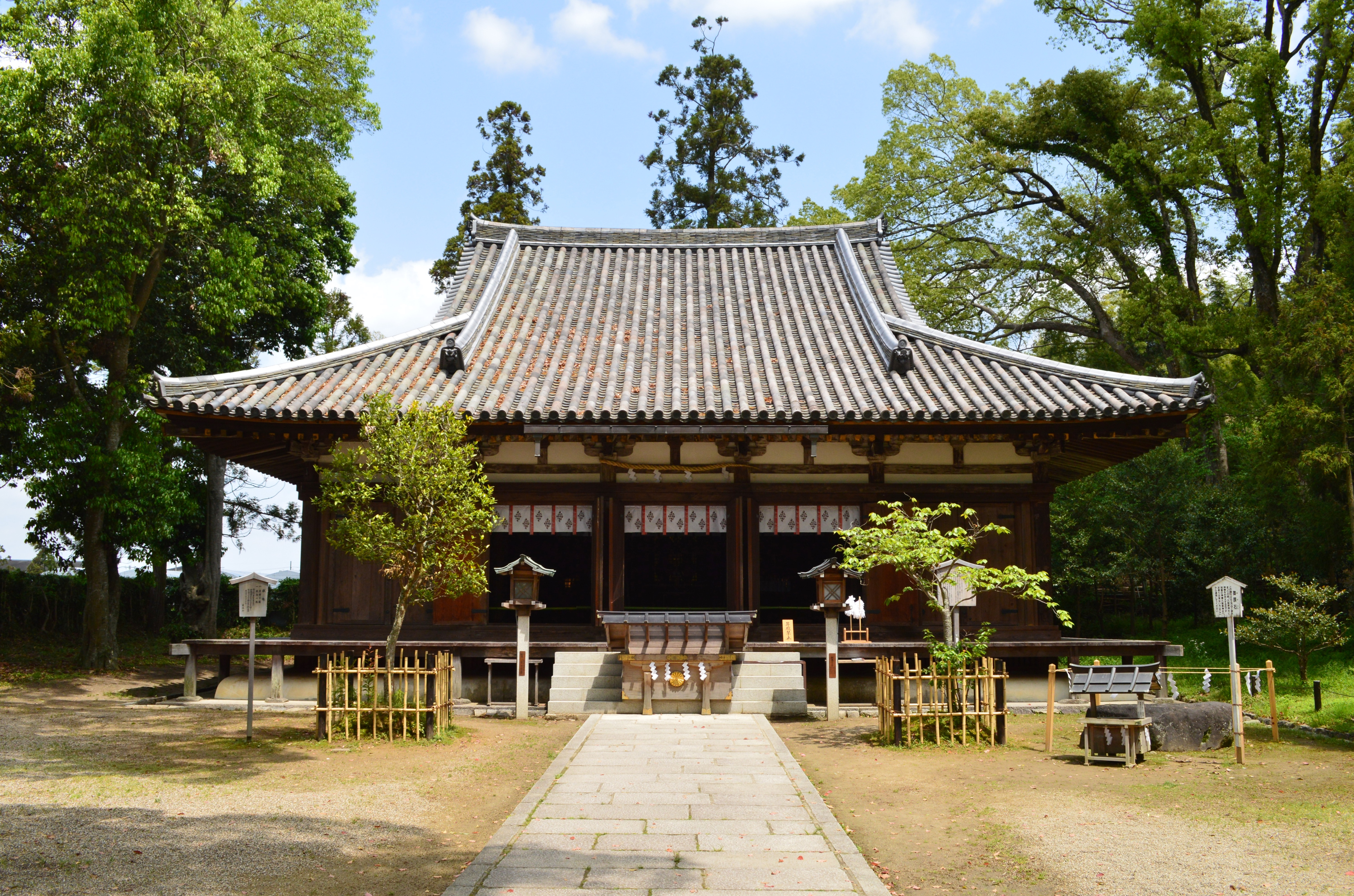
大直禰子神社（若宮社、重要文化財）
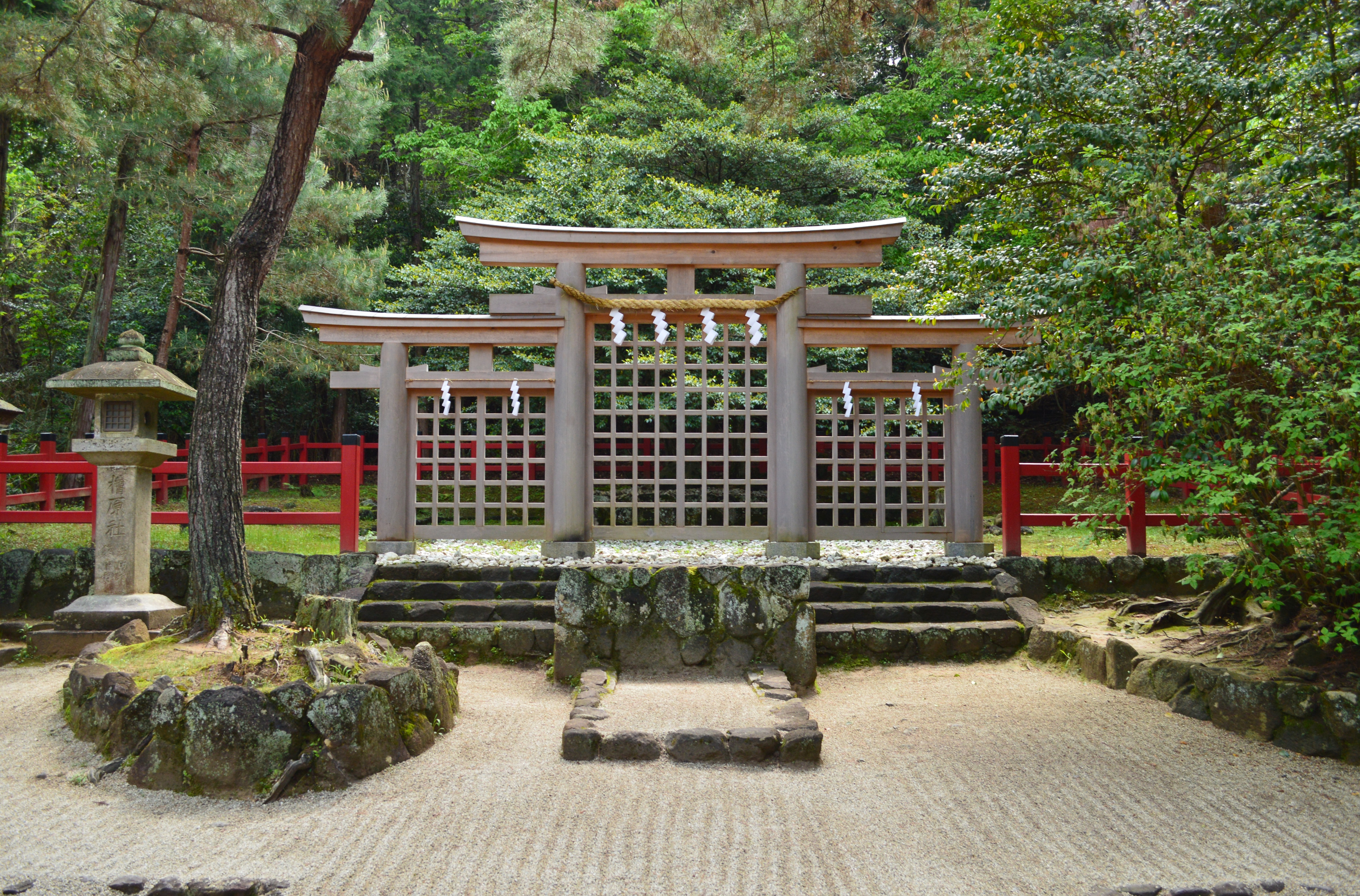
檜原神社
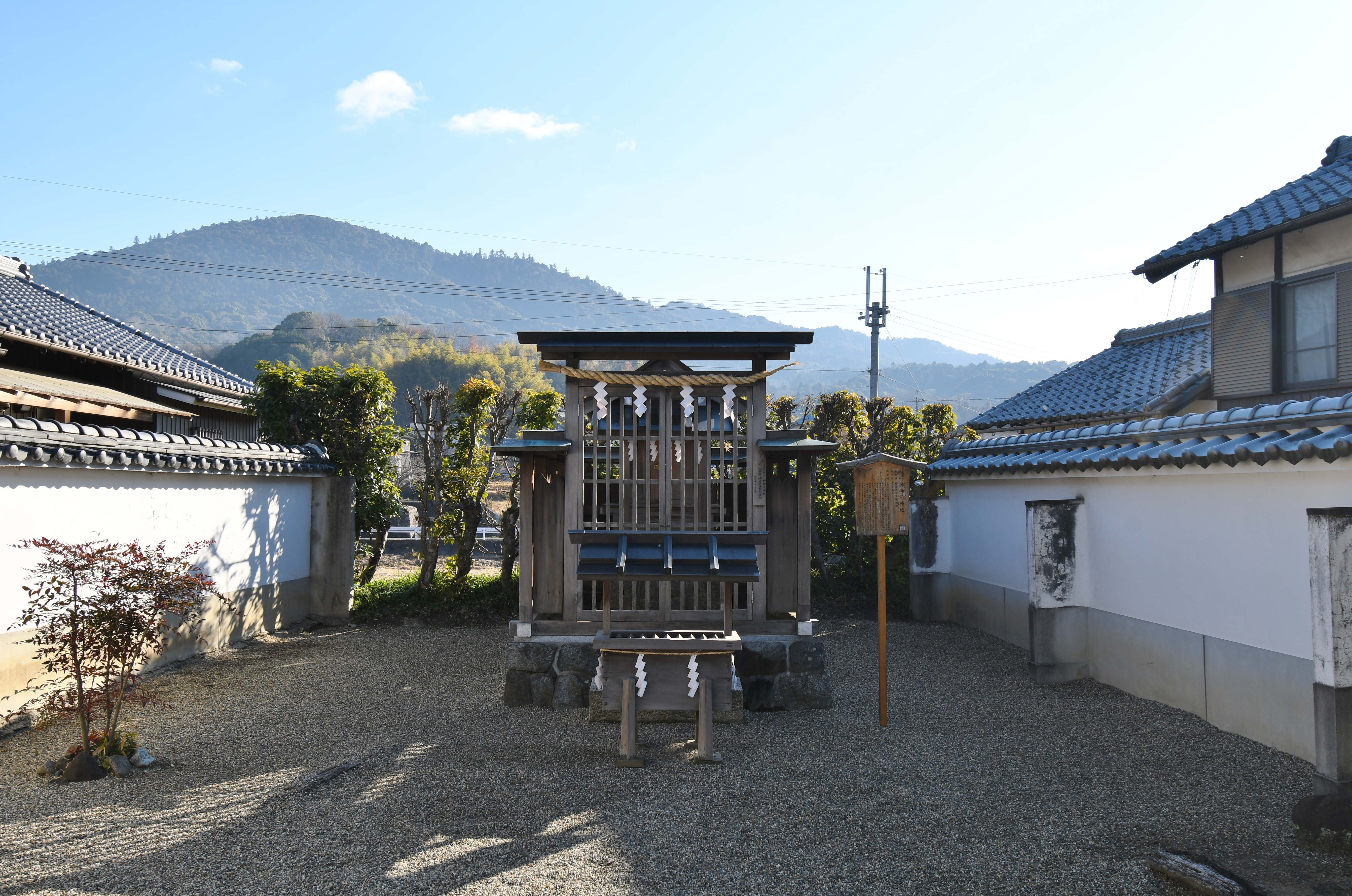
神御前神社
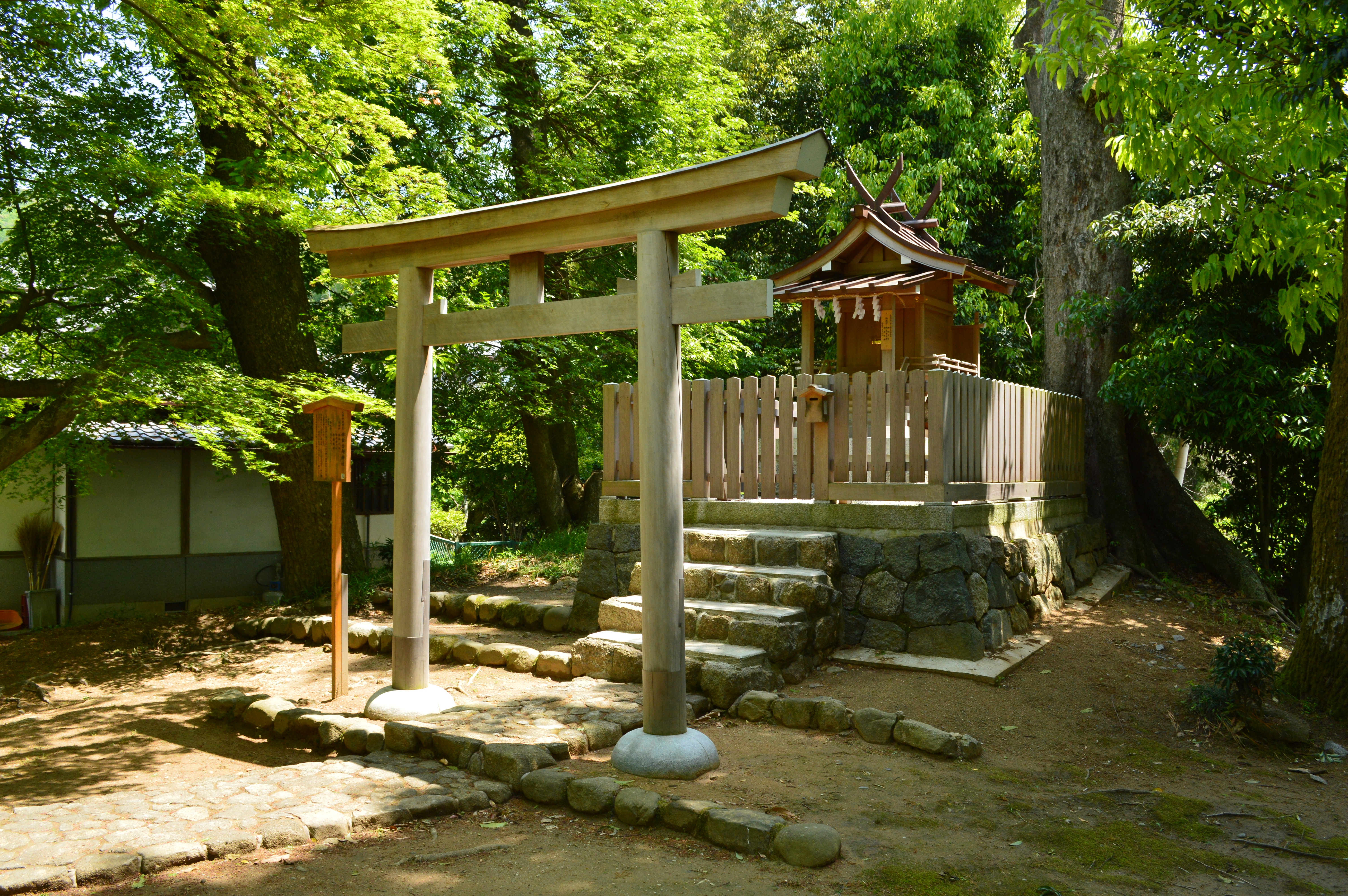
神坐日向神社
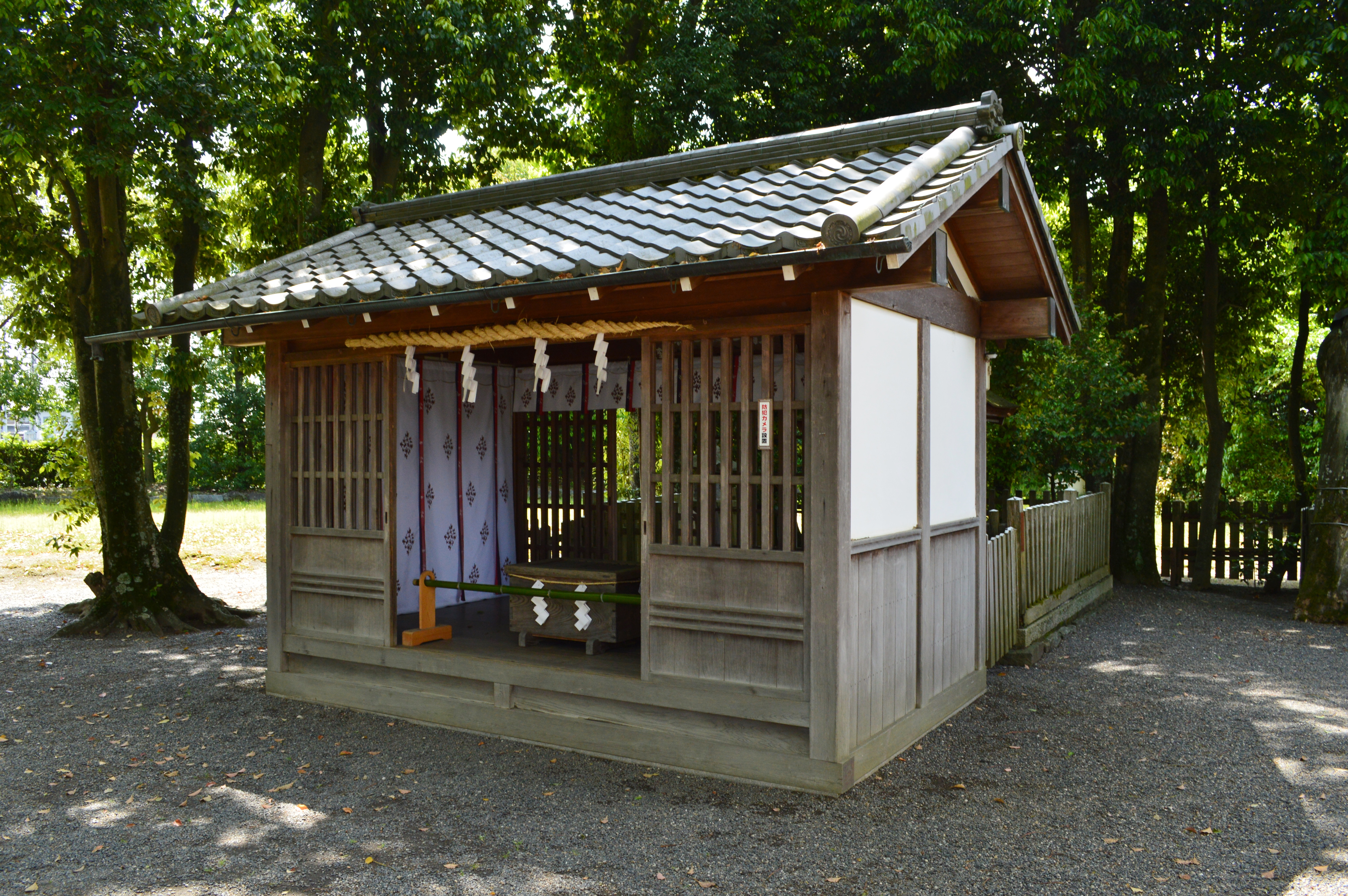
綱越神社

### 奈良市内
- 率川神社（いさがわじんじゃ、北緯34度40分52.62秒 東経135度49分32.64秒）
  - 祭神：媛蹈鞴五十鈴姫命・玉櫛姫命・狭井大神
  - 式内社「率川坐大神御子神社三座」。
    - 率川阿波神社（いさがわあわじんじゃ）
      - 祭神：事代主神
      - 式内社「率川阿波神社」。率川神社の境内社。

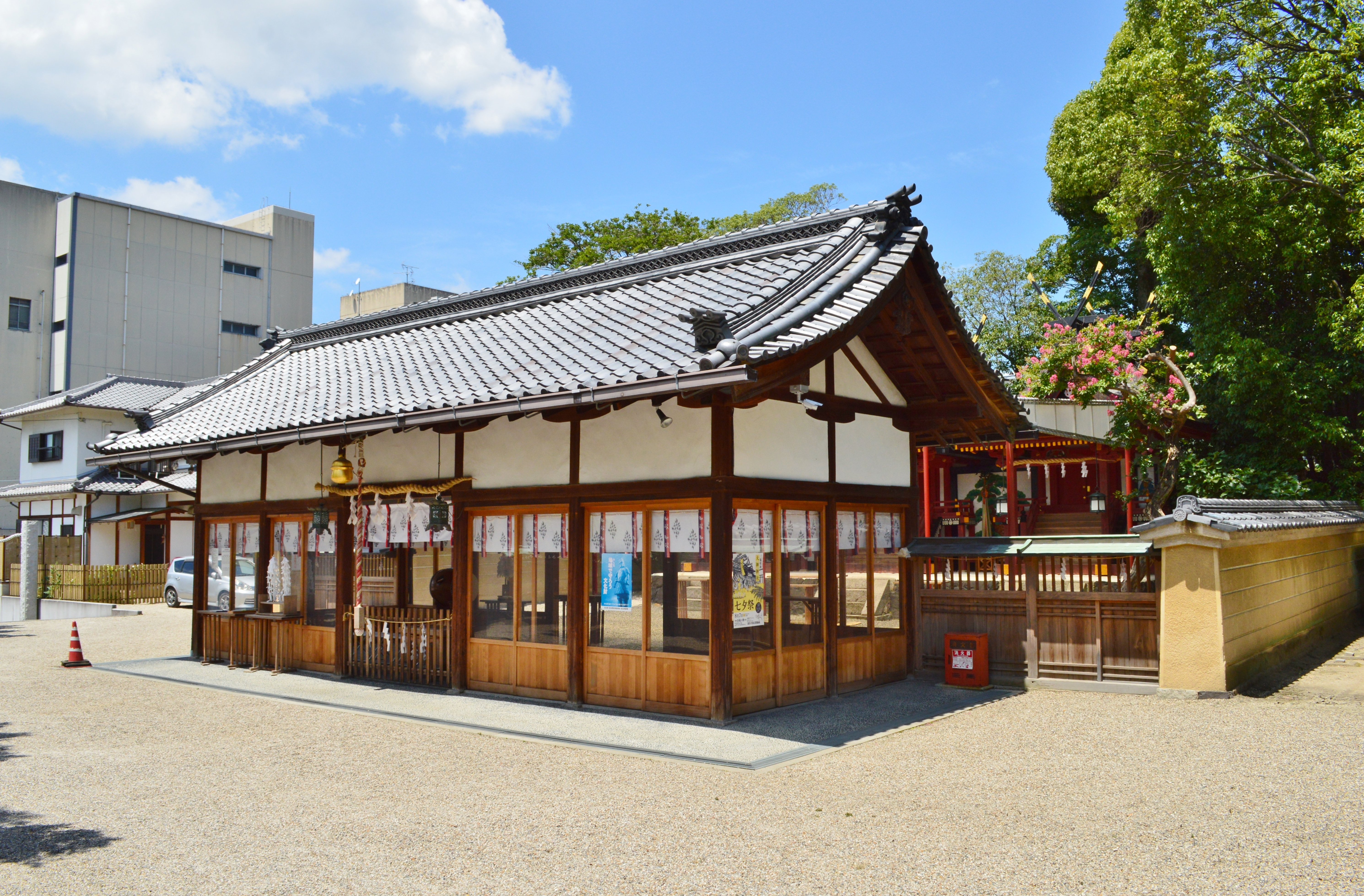
率川神社
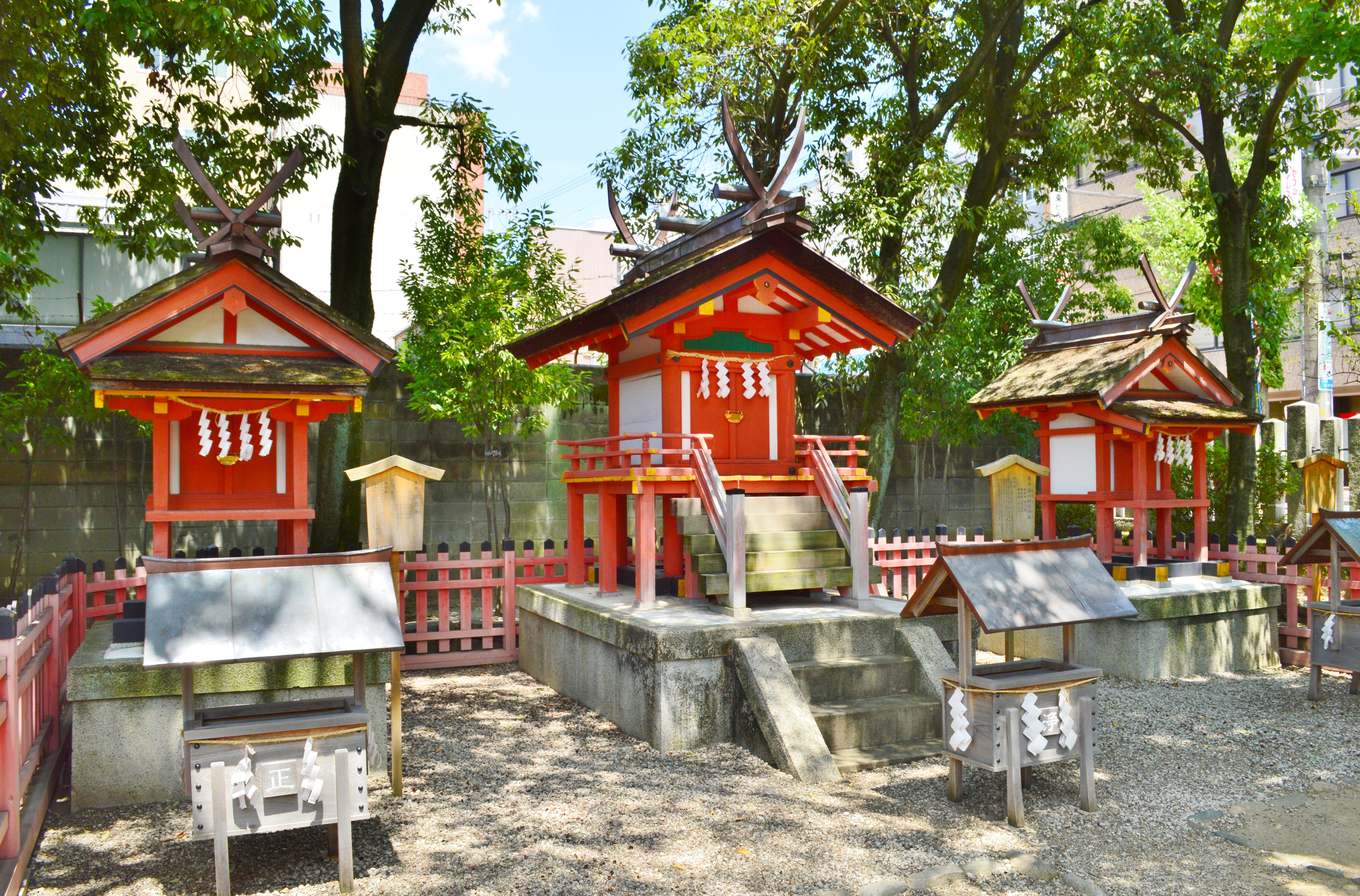
率川阿波神社

## 末社

### 本社近辺
拝殿の半径200mより内側。
- 神宝社（かんだからじんじゃ）
  - 祭神：家都御子神、熊野夫須美神、御子速玉神（熊野権現の三神）。毎年元旦未明の繞道祭十八社巡りにおいて三ツ鳥居から出た御神火が最初に捧げられる社。

- 天皇社（てんのうしゃ）
  - 祭神：御真木入日子印恵命
- 成願稲荷神社（じょうがんいなりじんじゃ）
  - 祭神：保食神、宇迦御魂神（稲荷大神）、大宮売命。元は浄願寺の鎮守祠。
- 祓戸神社（はらえどじんじゃ）
  - 祭神：瀬織津姫神、速秋津姫神、気吹戸主神、速佐須良姫神

### 本社周囲
拝殿の半径200mより外側。
- 市杵島姫神社（いちきしまひめじんじゃ）
  - 祭神：宗像大神の一柱、市杵島姫命を祀る。

- 大行事社（だいぎょうじしゃ）
  - 祭神：事代主神、八尋鰐、加屋奈流美神

- 久延彦神社（くえひこじんじゃ）
  - 祭神：久延毘古命。合格祈願の神社。受験生や就活生の参拝が多く、たくさんのふくろうを模した絵馬が奉納される。
- 貴船神社（きぶねじんじゃ）
  - 祭神：淤加美神

ほか多数。

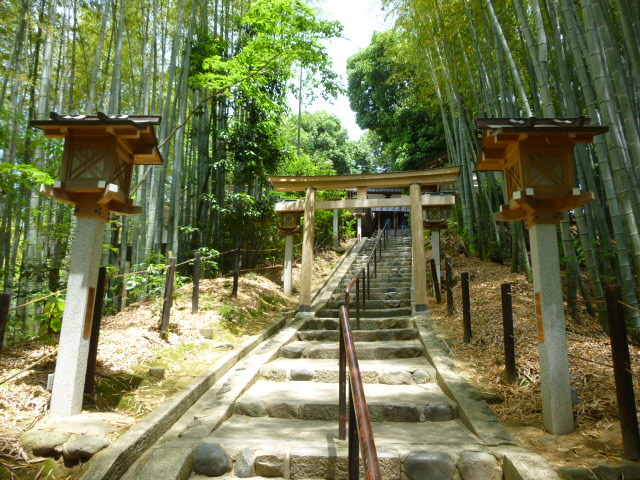
久延彦神社
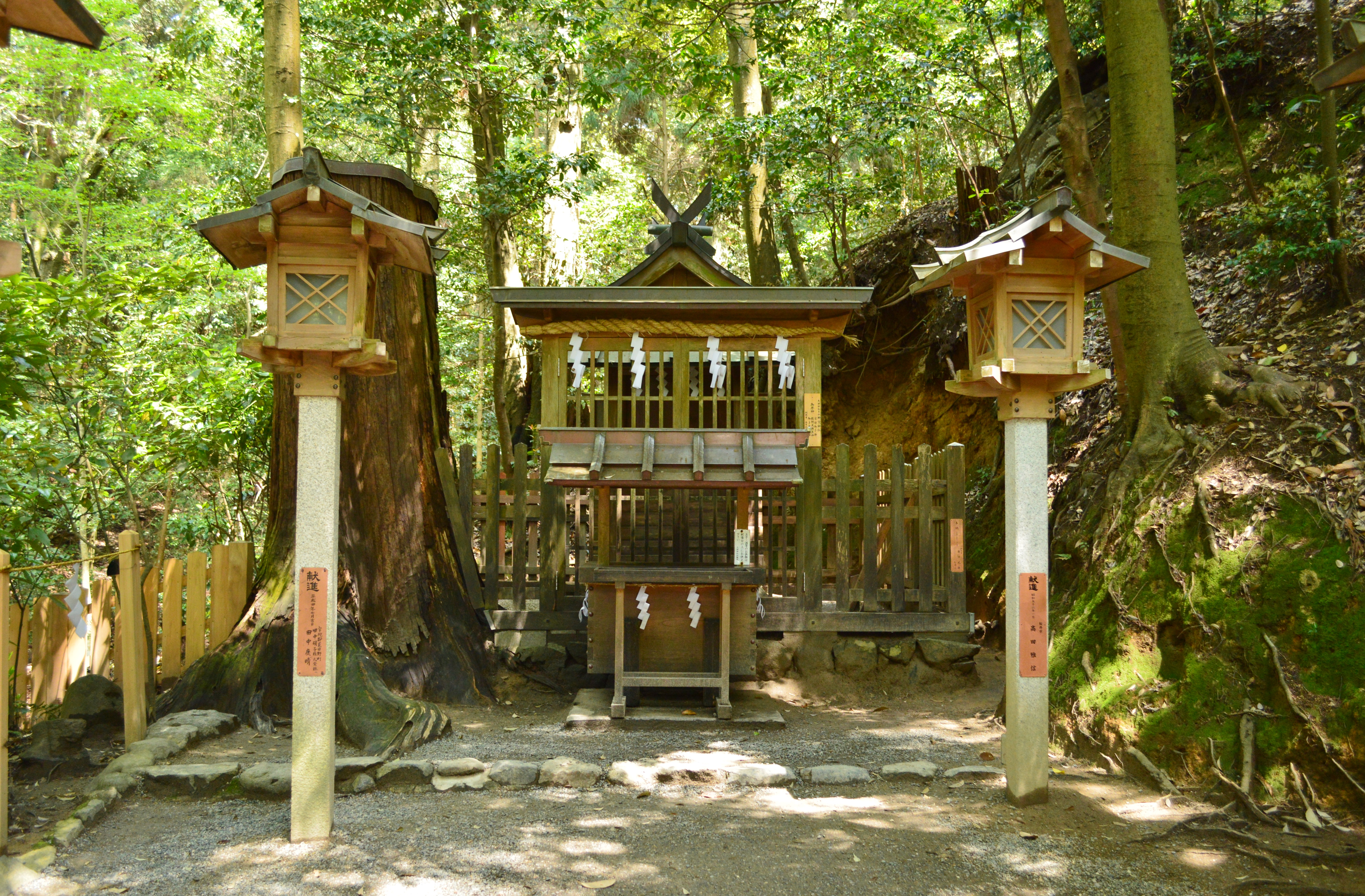
神宝神社
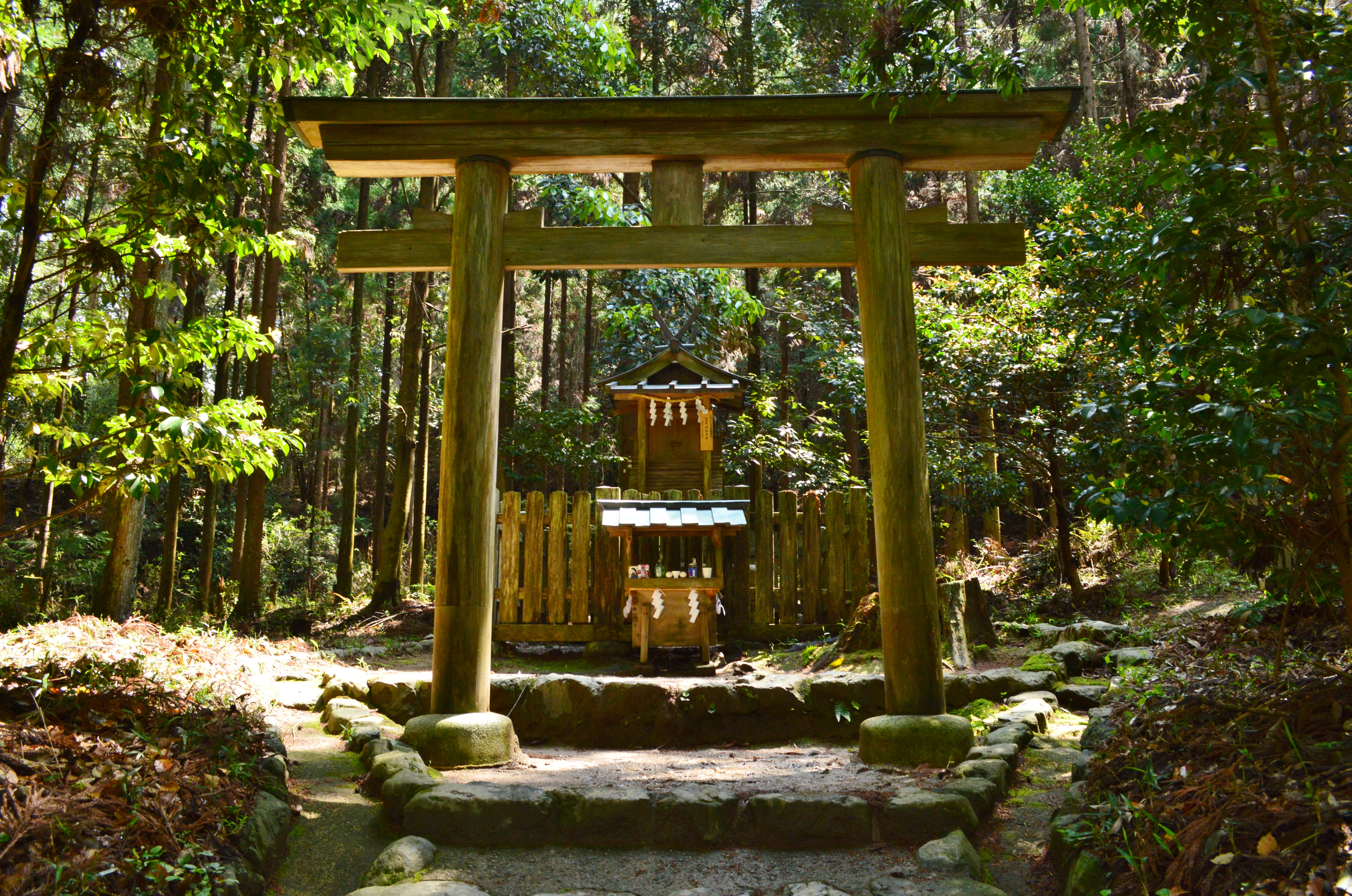
貴船神社
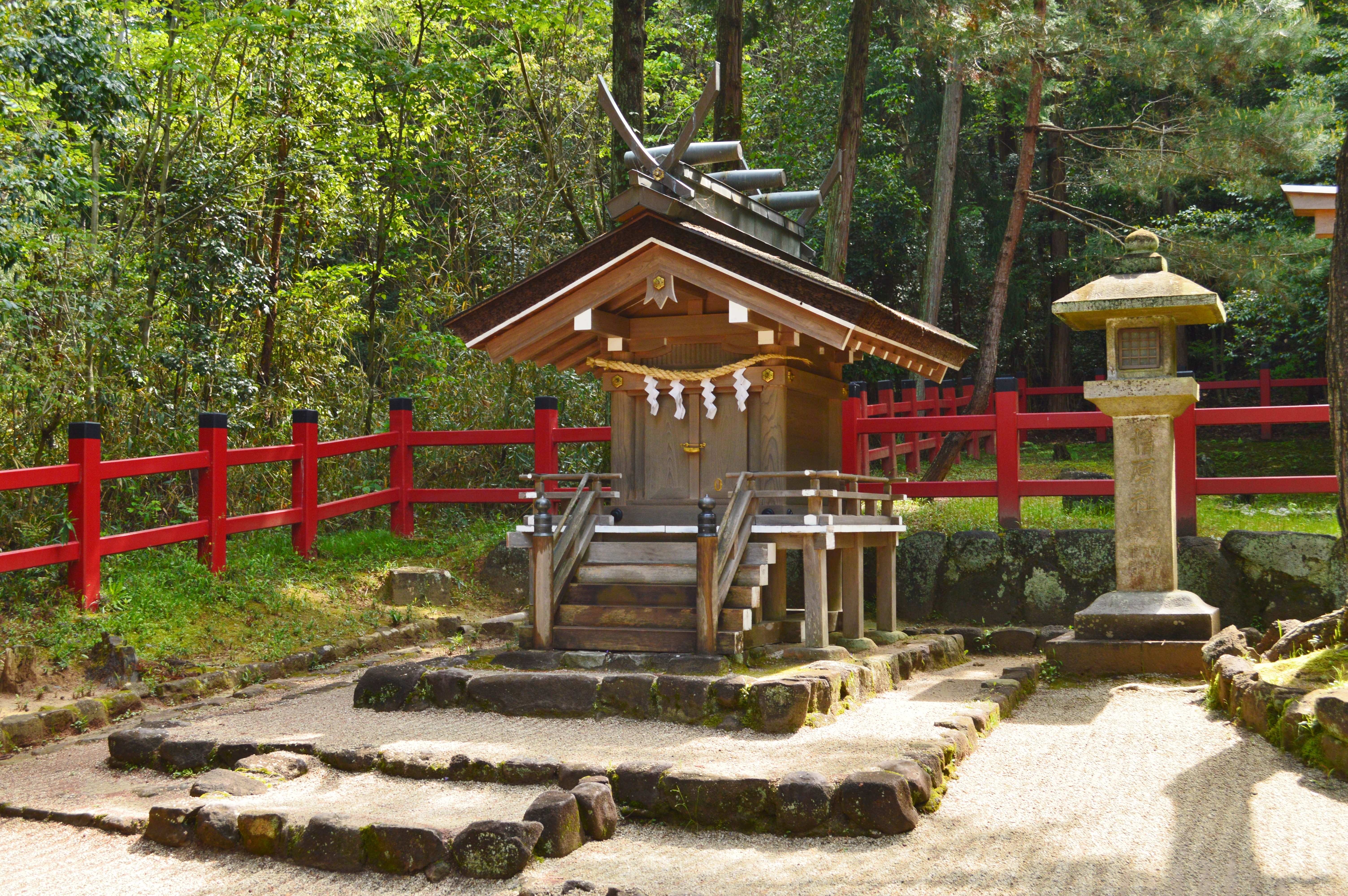
豊鍬入姫宮

## 文化財

### 重要文化財
- 摂社大直禰子神社社殿（建造物） - 内陣は奈良時代、外陣は鎌倉時代前期の造営。1901年（明治34年）8月2日指定[10]。
- 拝殿（附 棟札1枚）（建造物） - 江戸時代中期、寛文4年（1664年）の造営。1921年（大正10年）4月30日指定[11]。
- 三ツ鳥居（附 瑞垣）（建造物） - 1883年（明治16年）の造営。1953年（昭和28年）11月14日指定[12]。
- 朱漆金銅装楯 2枚（工芸品） - 鎌倉時代、嘉元3年（1305年）の作。1959年（昭和34年）12月18日指定[13]。
- 周書 巻第十九（書跡・典籍） - 中国の唐時代の作。1927年（昭和2年）4月25日指定[14]。奈良国立博物館寄託。

### 国指定史跡
- 大神神社境内 - 1985年（昭和60年）3月18日指定[15]。

### 奈良県指定文化財
- 有形文化財[16][17]
  - 大神神社 2棟（建造物） - 1986年（昭和61年）3月18日指定。
    - 勅使殿 1棟 - 安永8年（1779年）の造営。
    - 勤番所 1棟 - 安永8年（1779年）の造営。

  - 木造大黒天立像（彫刻） - 平安時代の作。1981年（昭和56年）3月17日指定。
  - 聖観音毛彫御正体（工芸品） - 中国の宋時代の作。1959年（昭和34年）7月23日指定。
  - 高杯（工芸品） - 鎌倉時代の作。昭和34年7月23日指定。

## 主な行事
- 10月から11月頃 - 菊花奉納展（1954年（昭和29年）から奈良県菊花連盟により開催）[18]
- 11月14日 - 醸造安全祈願祭（酒まつり）[4]

## 前後の札所
大和七福八宝めぐり（三輪明神）
神仏霊場巡拝の道
20 大和神社　-　21 大神神社　-　22 法華寺

## 関連神社
- 村屋坐彌冨都比賣神社 - 大神神社の妃神を祀っていることから、大神神社の別宮とも称される[19]。

## 交通
- 鉄道
  - JR西日本万葉まほろば線（桜井線） 三輪駅下車 （拝殿まで徒歩約10分） - 列車本数は年末年始を除いて1時間2本程度。
- バス
  - 桜井駅（JR・近鉄）北口バス乗り場から、二の鳥居前まで運行（土日祝の昼間時のみ・年末年始および毎月1日を除く）